# Pabellón de Arteaga
Pabellón de Arteaga est une municipalité de l'État d'Aguascalientes, au Mexique. Elle couvre une superficie de 199,33 km2 et compte 46 473 habitants en 2015.